# Heliconia thomasiana
Heliconia thomasiana är en enhjärtbladig växtart som beskrevs av Walter John Emil Kress. Heliconia thomasiana ingår i släktet Heliconia och familjen Heliconiaceae. Inga underarter finns listade.